# صالح بن وصيف
صالح بن وصيف التركي (توفي في 29 يناير 870) كان ضابطًا تركياً في خدمة الخلافة العباسية وهو ابن القائد العسكري وصيف التركي، شخصية مركزية خلال فوضى سامراء، وقد استولى صالح لفترة وجيزة على السلطة في العاصمة سامراء وخلع الخليفة المعتز عام 869، لكنه هزم لاحقًا على يد الجنرال موسى بن بغا الكبير وقتل في السنة بعد هذه الحادثة.

## سيرة شخصية
صالح هو ابن وصيف التركي، وهو جنرال تركي صعد إلى مكانة بارزة في خلافة المعتصم (حكم 833–842). وقد شارك وصيف مع حليفه التركي بغا الشرابي في اغتيال المتوكل على الله (حكم 847–861). خلال فترة الفوضى التي أعقبت وفاة المتوكل (الفوضى في سامراء، 861-870)، كان واصف وبغا من بين الشخصيات الرئيسية في الأحداث التي وقعت. لقد كان لديهم درجة قوية من التأثير على الحكومة المركزية وكانوا مسؤولين عن سقوط العديد من الخلفاء وغيرهم من الشخصيات البارزة، وقد كان لهذا السبب الرئيسي في خروج العديد من الولايات والمناطق عن السيطرة العباسيَّة.
قبل وفاة وصيف عام 868، يبدو أن صالح خدم في المقام الأول تحت قيادة والده، على الرغم من قلة الإشارات إليه قبل عام 867. لكن بحسب الطبري، فقد لعب دوراً غير مباشر في اغتيال الخليفة المتوكل (حكم 847–861)، حينما كان واحداً من خمسة أبناء أرسلهم وصيف لمساعدة المتآمرين. في عام 865، لحق والده وصيف وبغا الشرعبي والمستعين (حكم 862–866) في هروبهم من سامراء إلى بغداد، وفي نهاية الحرب الأهلية عام 865–866 بين المستعين والمعتز (حكم 866–869)، تولى مسؤولية باب الشماسية في الجانب الشرقي من المدينة.
أدى مقتل وصيف على يد قوات الشغب في سامراء في نهاية أكتوبر 867 إلى ترك عائلته في وضع هش في البداية؛ تم تسليم واجباته الرسمية إلى حليفه القديم بغا، وحاولت القوات المتمردة نهب مساكنه ومساكن أبنائه دون جدوى. ولكن في هذه المرحلة، تولى صالح قيادة عشيرة وصيف وحصل على ولاء أتباعه. وبفضل هذه الشبكة من المؤيدين، سرعان ما اكتسب النفوذ الذي كان يتمتع به والده في السابق. وسرعان ما أعقب صعوده تعيينات حكومية، وتم تكليفه بإدارة مناطق ديار مضر وقنسرين والعواصم، حيث عين أبي الساج دوداد حاكماً مقيماً لها في أوائل عام 868.
في عام 868، بعد انهيار العلاقات بين الخليفة المعتز وبغا، حاول الرجلان كسب تأييد صالح. في نوفمبر من ذلك العام تزوج صالح جمعة ابنة بغا. ولكن في الوقت نفسه، كان تحت رعاية المعتز، الذي كان يحاول بناء تحالف ضد بغا. بعد فترة وجيزة من زواج صالح، قرر بغا الفرار من سامراء؛ وحاول فيما بعد اللجوء إلى صالح، لكن تم القبض عليه وإعدامه بأمر من المعتز.

## الاستيلاء على السلطة

خريطة سامراء

بحلول أوائل عام 869، ومع استمرار شل حركة الحكومة المركزية بسبب نقص الإيرادات والاضطرابات في سامراء، قرر صالح السيطرة على شؤون العاصمة. كانت خطوته الأولى هي العمل ضد القادة في مجلس الخلافة، الذين كانوا من بين المنافسين الرئيسيين للأتراك. في 19 مايو 869، جاء إلى المعتز وبدأ في تقديم شكوى إلى الوزير أحمد بن إسرائيل الأنباري، متهماً إياه بإفلاس خزينة الدولة وعدم دفع رواتب الجنود. وحاول أحمد الذي كان حاضرا الرد على التهم، فنشأت مشادة حادة بين الاثنين. اقتحم أتباع صالح الغرفة فجأة وسيوفهم مسلولة، وقبضوا على أحمد والسكرتيرين الحسن بن مخلد وأبو نوح عيسى بن إبراهيم، الذين ترأسوا بشكل جماعي إدارة الخليفة وحاول المعتز التوسط لدى صالح لهم لكن دون جدوى؛ تعرض المسؤولين الثلاثة للضرب واحتُجزوا في منزل صالح وأعلنوا أنهم خونة. وفي نهاية المطاف، أُجبروا على الموافقة على دفع سلسلة من المدفوعات الكبيرة، بينما استولى الأتراك على ممتلكاتهم وممتلكات أقاربهم.
وبعد تطهير رؤساء الإدارة، تولى صالح الآن السلطة فعلياً، وصدرت المراسيم باسمه كما لو كان يحمل لقب وزير. لكن الأتراك ما زالوا يفشلون في استلام رواتبهم، وسرعان ما ألقوا اللوم على المعتز نفسه. ومع فراغ الخزانة وعدم قدرة الخليفة على تلبية مطالب القوات، اتحدت الأفواج التركية في سامراء في قرارها بإقالته. في 11 يوليو 869، دخل صالح وضابطان تركيان آخران، بايقبك ومحمد بن بغا الكبير، قصر الخليفة بأسلحتهم وطالبوا المعتز بالخروج؛ ولما رفض الأخير دخل مساعدوهم وقبضوا عليه. أُجبر الخليفة على التوقيع على خطاب الإيداع، وبعد تعرضه لسوء المعاملة على يد الأتراك، توفي في 16 يوليو.
دخلت الخلافة الآن في أيدي المهتدي بالله، لكن السلطة استمرت تحت سطوة صالح. واجهت الإدارة الجديدة مشاكل على الفور. وظلت الحكومة المركزية تعاني من نقص الإيرادات وكان الجنود الأتراك يطالبون برواتبهم. ومن أجل حل هذه القضايا قرر صالح مصادرة أصول أعضاء نظام المعتز السابقين لحين جمع الأموال اللازمة. استهدف أولاً والدة المعتز قبيحة، التي عُثِر عليها وأجبرت على تسليم مبلغ كبير من المال والأشياء الثمينة التي كانت قد أخفتها. وبعد وقت قصير، توجه صالح مرة أخرى إلى البيروقراطيين أحمد بن إسرائيل وابن مخلد وأبو نوح وأخضعهم لجولة جديدة من التعذيب، في محاولة لانتزاع المزيد من الثروة منهم. تم تنفيذ التعذيب على الرغم من معارضة المهتدي، الذي لم يتخذ أي تحرك علني ضد صالح. في 8 سبتمبر، تم جلد أحمد وأبو نوح علناً وتم عرضهما في أنحاء سامراء، وتوفي الرجلان متأثرين بجراحهما في نفس اليوم، نجا ابن مخلد لكنه ظل مسجونا. 

## السقوط والموت
بعد تولي صالح السلطة في سامراء سرعان ما وجد نفسه في عداوة العديد من المنافسين، ومن أبرزهم الجنرال التركي موسى بن بغا الكبير. كان موسى وملازمه مفلح ينفذان عمليات عسكرية ضد الثائرين في الجبال وطبرستان منذ عام 867، ولكن عندما علموا بعزل المعتز ووفاته، إلى جانب الوضع في سامراء، قرروا التخلي عن حملتهم والعودة إلى العاصمة لمعارضة صالح. 
أدرك صالح أن وصول موسى يشكل تهديداً كبيراً له، فحاول إقناع المهتدي بالله بأن تصرفات موسى كانت خيانة. ومن جانبه كتب الخليفة إلى موسى يحثه على العودة إلى الحملة ضد الثائرين، لكن موسى ببساطة تجاهل هذه الطلبات واستمر في نهجه. وصل هو وجيشه في 19 ديسمبر 869؛ على الفور تقريباً، أحضر المهتدي أمامه، وتلقى وعدًا من الخليفة بأنه لن يقف إلى جانب صالح ضده أو ضد أنصاره. وفي الوقت نفسه جمع صالح نحو 5 آلاف جندي موالين له. إلا أن هؤلاء لم يكونوا مستعدين لمواجهة موسى، فانسحب غالبهم تدريجياً حتى لم يبق معه إلا 800. وعندما علم صالح أن معظم قواته قد تخلت عنه، فقد الأمل في مواجهة موسى مباشرة وقرر الاختباء بدلاً من ذلك.

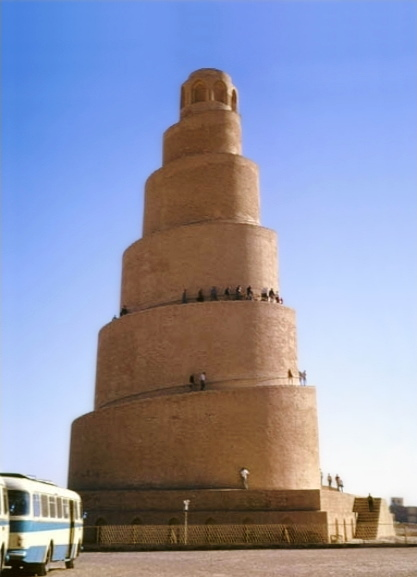
مئذنة الجامع الكبير في سامراء وبحسب الطبري، قُتل صالح أثناء مروره هو ومرافقه على حافة المئذنة.

أصبح الوضع في سامراء الآن متقلبًا للغاية. وأرسل صالح، الذي ظل مختبئاً، رسالة حاول فيها تبرير أفعاله على مدار العام الماضي، وحث المهتدي موسى وأتباعه (ومن بينهم الآن بايقبك ومحمد بن بغا) على صنع السلام. وهذا ما دفع موسى وزملائه الضباط إلى الشك في أن المهتدي كان يعمل سراً مع صالح للقضاء عليهم، وبدأوا في مناقشة إمكانية إجبار الخليفة على التنازل عن الخلافة. لكن صالح والخليفة لا يزال لديهما أنصار في الجيش، الذين هددوا بقتل موسى وحلفائه إذا تعرض المهتدي بالله للأذى. مع عدم وجود أفضلية واضحة لأحد، بدأ الخليفة والفصائل المختلفة في الجيش سلسلة من المفاوضات، وفي 13 يناير 870، تم التوصل إلى اتفاق مبدئي، يتم بموجبه إعادة موسى وصالح وبياقبك إلى مناصبهم السابقة. وسوف يتقاسمون السلطة مع بعضهم البعض. وكجزء من المصالحة، صدرت ضمانة بالسلوك الآمن لصالح ليخرج من مخبئه.
لكن فرص السلام بين الفصيلين لم تدم طويلاً. في 14 يناير، تجمعت القوات الموالية لصالح في العاصمة وبدأت في التصرف بطريقة عدوانية، رد موسى على الفور بنشر قواته وسار نحو قصر الخليفة. ولدى وصوله صدر بيان يطالب جميع أفراد عائلة صالح وقادته وأنصاره بالحضور إلى القصر. وأي شخص يفشل في القيام بذلك بحلول اليوم التالي سيتم حذف اسمه من كشوف المرتبات وسيتم تدمير منزله وسيتعرض للجلد والسجن. وتم بعد ذلك تكثيف البحث عن صالح ومداهمة منازل أي شخص يشتبه في إيوائه.
وبعد عدة أيام أخرى من البحث، تم اكتشاف موقع صالح أخيراً، وتم إرسال مجموعة من الرجال للقبض عليه. واختلفت المصادر حول ما حدث بعد ذلك، لكن النتيجة النهائية كانت مقتل صالح وذلك في 29 يناير عام 870.
وبحسب المؤرخ المسعودي، فإنه إما قُتل أثناء قتاله ضد العملاء الذين حاولوا القبض عليه، وبعد ذلك تم إحضار رأسه إلى موسى، أو تم القبض عليه وتعرض لنفس العقوبة التي أنزلها بالمسعودي، كما يُروى في رواية أخرى بأنه حبسه في فرن مشتعل حتى مات. بحسب الطبري أنه تم القبض على صالح ونقله، تحت حراسة مسلحة، إلى مقر إقامة موسى، ومن هناك كان من المقرر نقله إلى قصر الخليفة. لكن في الطريق، ضربه أحد جنود مفلح من الخلف، فقُطعت رأسه. وتم إحضار رأسه لأول مرة إلى المهتدي، وبعد ذلك تم حمله حول سامراء على رمح مع إعلان "هذا جزاء من يقتل سيده"، في إشارة إلى وفاة المعتز. ومن هناك تم عرض رأسه لفترة وجيزة أمام الجمهور، قبل أن يتم تسليمه أخيراً لعائلته لدفنه.

## ملحوظات
1. ↑  Yarshater 1985–2007، v. 36: p. 90
2. ↑  Kennedy 2004، صفحات 157, 168–72
3. ↑  Gordon 2001، صفحة 97
4. ↑  Yarshater 1985–2007، v. 34: p. 180
5. ↑  Yarshater 1985–2007، v. 35: p. 102
6. ↑  Yarshater 1985–2007، v. 35: p. 146
7. ↑  Al-Ya'qubi 1883، صفحة 614; Al-Mas'udi 1861–1877، v. 7: p. 396; Gordon 2001، صفحات 97–98, 114
8. ↑  Yarshater 1985–2007، v. 35: p. 154
9. ↑  Yarshater 1985–2007، v. 35: p. 152
10. ↑  Al-Ya'qubi 1883، صفحة 615
11. ↑  Yarshater 1985–2007، v. 35: pp. 152–54; Gordon 2001، صفحة 98
12. ↑  Kennedy 2004، صفحة 170; Sourdel 1959، صفحة 295
13. ↑  Yarshater 1985–2007، v. 35: pp. 161–63; Al-Ya'qubi 1883، صفحة 616; Gordon 2001، صفحة 100
14. ↑  Al-Mas'udi 1861–1877، v. 7: p. 379; Sourdel 1959، صفحات 295–298
15. ↑  Yarshater 1985–2007، v. 35: pp. 163–65; Al-Mas'udi 1861–1877، v. 7: p. 397; Gordon 2001، صفحة 101
16. ↑  Sourdel 1959، صفحات 299–300
17. ↑  Yarshater 1985–2007، v. 36: pp. 5–9; Gordon 2001، صفحة 101
18. ↑  Yarshater 1985–2007، v. 36: pp. 9–13; Al-Ya'qubi 1883، صفحة 617; Gordon 2001، صفحات 101–02
19. ↑  Yarshater 1985–2007، v. 36: pp. 24–26; Al-Mas'udi 1861–1877، v. 8: p. 3; Gordon 2001، صفحة 102
20. ↑  Yarshater 1985–2007، v. 36: pp. 27–29
21. ↑  Yarshater 1985–2007، v. 36: pp. 68–71; Al-Mas'udi 1861–1877، v. 8: p. 5; Gordon 2001، صفحة 102
22. ↑  Yarshater 1985–2007، v. 36: p. 89
23. ↑  Yarshater 1985–2007، v. 36: pp. 72-86; Gordon 2001، صفحة 102
24. ↑  Yarshater 1985–2007، v. 36: pp. 86–88; Gordon 2001، صفحة 103
25. ↑  Al-Mas'udi 1861–1877، v. 8: pp. 7–8
26. ↑  Yarshater 1985–2007، v. 36: pp. 88–90; Gordon 2001، صفحة 103